# Olibrinus roseus
Olibrinus roseus är en kräftdjursart som beskrevs av Roman 1977. Olibrinus roseus ingår i släktet Olibrinus och familjen Olibrinidae. Inga underarter finns listade i Catalogue of Life.